# بنجامین پدرسن
بنجامین پدرسن (زادهٔ ۱۱ مهٔ ۱۹۹۹) راننده مسابقه‌ای اهل دانمارک است. او در حال حاضر برای تیم ای. جی. فویت ریسینگ در سری ایندی‌کار مسابقه می‌دهد.

## زندگی شخصی
بنجامین پدرسن در کپنهاگ، دانمارک متولد شد. در سن چهار سالگی، خانواده او به ایالات متحده مهاجرت کردند و در واشینگتن ساکن شدند.
پدرسن پس از پیوستن به تیم ای. جی. فویت در سال ۲۰۲۲ به ایندیاناپولیس، ایندیانا نقل مکان کرد.

## حرفه ورزشی

### مسابقات پایه
پدرسن مسابقات خود را در خودروهای تک سرنشینی را در سال ۲۰۱۶ آغاز کرد او برای مسابقات جایزه بزرگ لیدینگ اج که با همکاری گروه جهانی ریسینگ، تیمی که توسط پدرش کریستین پدرسن، در مسابقات قهرمانی فرمول ۴ ایالات متحده راه اندازی شده بود، رانندگی کرد. پدرسن با اینکه شروعی خوبی در مسابقات داشت و یک سکو در مید اوهایو به دست در رده‌بندی کلی در پایان فصل رده دهم را کسب کرد.
در فصل ۲۰۱۷ پدرسن در سری مسابقات فرمول ۴ ایالات متحده با همکاری جاستین سیرگانی و جیکوب لومیس در گروه جهانی ریسینگ باقی ماند و حضور داشت. این فصل برای این راننده موفقیت‌های بیشتری را به همراه داشت، این راننده دانمارکی در دو مسابقه اول فصل بر روی سکو رفت، او در ادامه فصل هم چند پیروزی و سکو به دست او دو بار در دور ماقبل آخر و یک بار در فینال فصل، که به عنوان بخشی از مسابقات بزرگ ایالات متحده در سال ۲۰۱۷ برگزار شده بود، به پیروزی رسید.
در سال ۲۰۱۸، پدرسن برای آخرین بار به مسابقات قهرمانی فرمول ۴ ایالات متحده بازگشت و در آنجا دو پیروزی به دست آورد و در رده‌بندی نهایی در جایگاه پنجم قرار گرفت.

## فرمول منطقه ای
پدرسن به موازات حضور خود در فرمول ۴ ایالات متحده، در فصل افتتاحیه مسابقات قهرمانی فرمول ۳ آمریکا نیز شرکت کرد. علیرغم از دست دادن دو مسابقه، پدرسن در رده‌بندی نهایی در جایگاه سوم قرار گرفت و توسط راننده تیم جی‌آرجی، بالتازار لگوئیزامون شکست خورد.

## ایندی لایت
پدرسن برای سال ۲۰۲۱ به مسابقات پایه و پشتیبان سری ایندی‌کار رفت و برای گروه جهانی ریسینگ در ایندی لایت رانندگی کرد. فصل افتتاحیه با کسب مقام دوم برای او آغاز شد، اگرچه او در سه مسابقه بعدی نتوانست روی سکو قرار بگیرد و عملکردی بدی را از خود نشان داد اما این راننده دانمارکی در ادامه فصل و نیمه دوم فصل با حضور در سکو در مسابقه رود آمریکا و با چهار مقام سومی دیگر در ادامه فصل در جایگاه چهارم قرار داد.
در سال ۲۰۲۲ پدرسن برای دومین فصل خود به ایندی لایت بازگشت. پدرسن با کسب پنج سکو، که اولین برد او نیز در این سری مسابقات در پورتلند اتفاق افتاد، فصل را در جایگاه پنجم به پایان رساند.

## سری ایندی‌کار

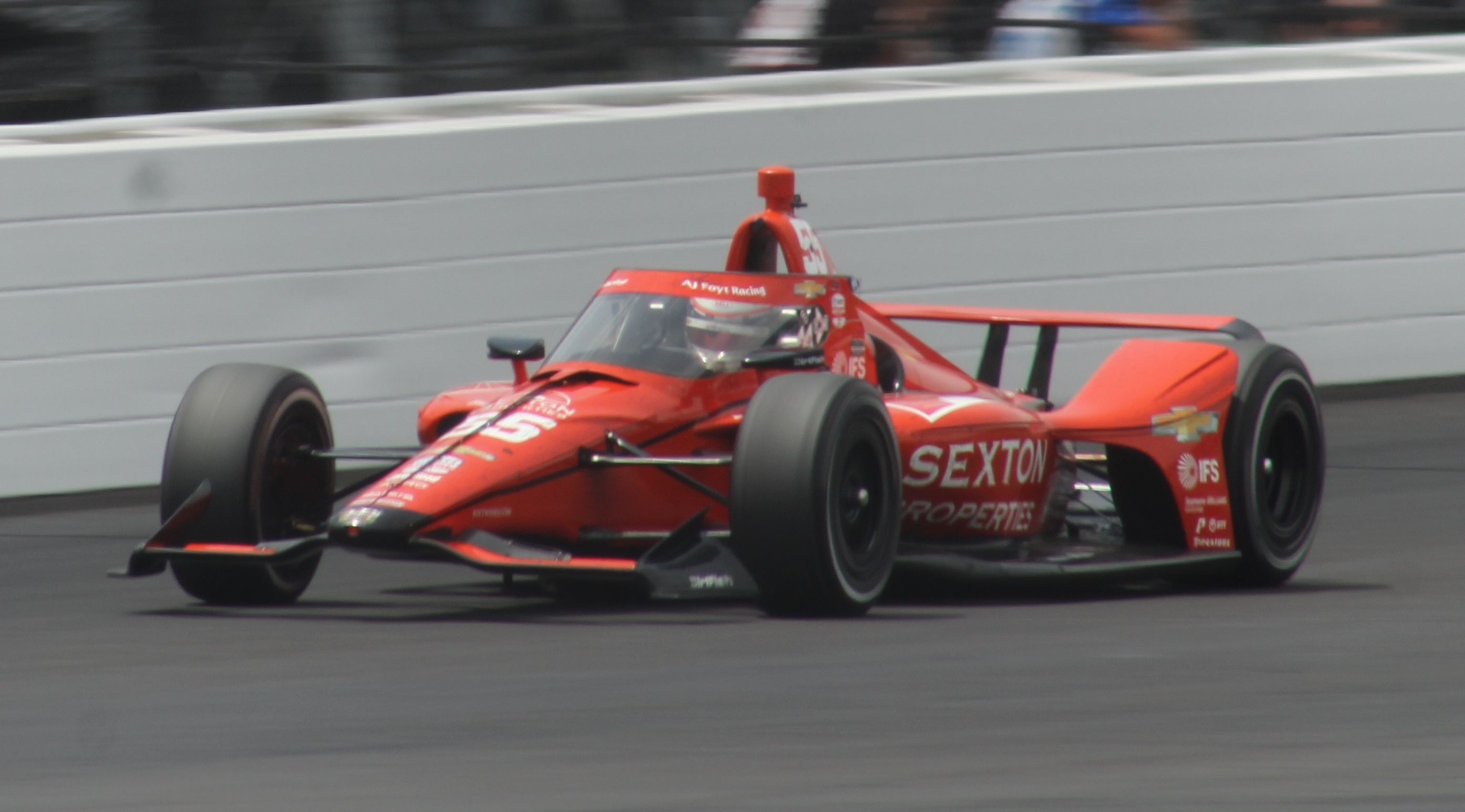
پدرسن در مسابقه ایندیاناپلیس ۵۰۰ ۲۰۲۳

پس از تست‌هایی برای تیم جانکوس هولینگر ریسینگ در پایان ماه ژوئن، این تیم اعلام کرد که پدرسن در سال ۲۰۲۳ وارد سری ایندی‌کار خواهد شد و برای تیم ای. جی. فویت ریسینگ در کنار سانتینو فروچی رانندگی خواهد کرد. پدرسن در مسابقه ایندیاناپولیس ۵۰۰ ۲۰۲۳ به عنوان تازه‌کار سال انتخاب شد.